# De Ruif (Soest)
De Ruif is een gemeentelijk monument aan de Biltseweg 37 in Soest.
Het voormalige koetshuis annex paardenstal bij De Hoefslag werd gebouwd voor de eigenaar van het landgoed Pijnenburg, Andries de Wilde.
Boven de beide koetsdeuren is een zolderluik. Aan de achterzijde is een roosvenster geplaatst. Haaks op de rechter zijmuur is een aanbouw.